# Berényi Andrásné
Berényi Andrásné (szül. Nagy Rozália Tarnabod, 1887. január 14. – Karácsond, 1973. április 15.) urasági cseléd, emlékíró.

## Élete
Szegényparaszti családban született 1884. január 14-én, Nagy János és Kelemen Mária lányaként, 1884. január 17-én keresztelték Boconádon. Csak néhány iskolai osztályt végzett; anyja viszont, mint a falu gyógyítója, a tudományát őrá is áthagyományozta. Házasságából tíz gyerek született, hatot nevelt fel. A család sokat költözködött, laktak többek közt Detken, Nagyúton, Tarnazsadányban, Nagyfügeden, Kálban, Halmajugrán, Tiszafüreden, Gyöngyösön, Kutason, Balatonbogláron, Budapesten, Gyöngyöspatán, Taksonyban, végül Karácsondon. A helyi termelőszövetkezet megalakulásakor kezébe került Tanner József: Milyen legyen a jó elnök? című könyve és hatására írni kezdett. Tanácsokat kért és kapott Veres Pétertől, hogyan kell jó könyvet írni.
1964-ben megnyerte a Földművelésügyi Minisztérium, a TIT és a SZÖVOSZ (Szövetkezetek Országos Szövetsége) országos irodalmi pályázatát, ez az írása (Emlékeim a Tarnagyöngye Tsz. életéből) megjelent a Valóság című folyóirat lapjain. 1966-ban a  Néprajzi Múzeum országos néprajzi és nyelvjárási pályázatán első- a régi népszokásokról írt feljegyzéseiben. 1967-ben Morvay Péter néprajzkutató felkérte, írja meg a  múzeum számára önéletrajzát. Ekkor már ágyban fekvő beteg volt, haláláig körülbelül 1200 oldalnyi visszaemlékezést írt meg, többek közt szüleiről, lánykoráról, de tágabb környezetéről is.

## Utóélete
Az első válogatás írásaiból az "Emlékül hagyom" című antológiában jelent meg 1974-ben, 1975-ben Nagy Rozália a nevem címmel Hoppál Mihály  külön könyvet szerkesztett írásaiból. A teljes szöveg máig kiadatlan,  a Néprajzi Múzeum Etnológiai adattárában kutatható. Múzeumi, levéltári kiadványok gyakori forrása.

## Díjai,elismerései
Sebestyén Gyula-emlékérem (1968)